# Franken-Klasse
Die Franken-Klasse war eine Serie von Frachtern, die der Norddeutsche Lloyd für den Australiendienst in Auftrag gab und die 1905 bis 1907 fertiggestellt wurden. Ab 1912 wurde dieser Frachtdienst durch die Schiffe der Rheinland-Klasse verstärkt.

## Beschreibung
Es handelte sich um den ersten Auftrag für große Frachtschiffe des NDL für seine neue Frachtlinie nach Australien. Der Bremer Vulkan, die Tecklenborg-Werft und die AG Weser bauten jeweils zwei Schiffe. Bei einer Größe von 4994–5122 BRT, einer Tragfähigkeit von 7.560–8.200 tdw waren die mit einer Vierfachexpansions-Dampfmaschine von 3200 PS ausgestatteten Schiffe 11,5 kn schnell. Sie waren 130,54 bis 131,16 m lang und 16,08 m breit und hatten 50 Mann Besatzung.
1907 folgten noch drei etwas größere Frachter vom Bremer Vulkan (Göttingen, Greifswald) und der Flensburger Schiffsbau-Gesellschaft (Schlesien). Letztere war der einzige dieser ersten Frachter, der nicht nach Australien, sondern zum Río de la Plata in Einsatz kam.

## Einsatz beim Norddeutschen Lloyd
Am 10. Oktober 1905 kam die Franken  (Bremer Vulkan, Bau-Nr. 483) als erstes Schiff dieser Klasse in Dienst, die auch sofort den Frachtdienst nach Australien eröffnete. Die neue Linie ging über Beneluxhäfen ins Mittelmeer, durch den Sueskanal und lief dann Padang, Batavia und Soerabaya in Niederländisch-Indien an, um dann die Nordspitze Australien zu umlaufen und an der Küste Queenslands entlang über Townsville und Brisbane nach Sydney zu führen. 1905 wurden auch noch die bei Tecklenborg gefertigten Hessen und Westfalen (Bau-Nr. 207/208) am 9. November und am 30. Dezember in Dienst genommen.
Am 6. März 1906 lieferte der Bremer Vulkan dann die Schwaben (Bau-Nr. 484), der die bei der AG Weser gefertigten Lothringen und Thüringen (Bau-Nr. 149/148) am 3. April und 23. August 1906 folgten.
Die ähnliche Schlesien (5536 BRT) wurde am 4. März 1907 vom Flensburger Schiffbau geliefert und kam auf der Route zum Río de la Plata zum Einsatz.
1907 folgten noch die etwas größeren Göttingen (5441 BRT, 8850 tdw, 135,94 m lang) am 23. August und Greifswald (5486 BRT) am 4. Oktober (Bau-Nr. 503/504) für die Linie nach Australien, die im Juli allerdings ihre Route änderte, indem sie durch den Südatlantik nach Kapstadt führte und dann Fremantle in Australien ansteuerte und nun um das südliche Australien gegebenenfalls bis nach Brisbane führte.
Bei oder nach Kriegsbeginn befanden sich die Schiffe:

| Franken    | August 1914 Rio de Janeiro, 1917 beschlagnahmt, Taubate                                                               |
| Hessen     | 4. August 1914 in Port Philipp, Australien beschlagnahmt, Bulla                                                       |
| Westfalen  | August 1914 Valparaíso, Chile                                                                                         |
| Schwaben   | Bremerhaven, März 1917 Sperrbrecher                                                                                   |
| Thüringen  | 27. August 1914 vor Fremantle durch HMAS Pioneer aufgebracht, dann Moorina                                            |
| Lothringen | 5. August 1914 in Melbourne beschlagnahmt, Moora                                                                      |
| Schlesien  | 7. August 1914 in der Biskaya durch Vindictive aufgebracht, Maritime, 1915 Waikawa                                    |
| Göttingen  | 1. August aus Moji mit Kohlen zum Kreuzergeschwader, im Tross über den Pazifik, 31. Oktober nach Valparaíso entlassen |
| Greifswald | August 1914 in Fremantle beschlagnahmt, Carina                                                                        |

## Einsätze im Ersten Weltkrieg
Fünf zu Beginn des Krieges in britische Hände gefallene Frachter wurden sofort als Transporter zum Einsatz gebracht. Bulla ex Hessen und Carina ex Greifswald wurden von Australien eingesetzt. Die dort ebenfalls beschlagnahmten Moora ex Lothringen und Moorina ex Thüringen wurden später Indien als Truppentransporter zur Verfügung gestellt.
Die Moorina wurde am 10. November 1915 im Mittelmeer südlich Kreta durch das deutsche U-Boot U 35 mit indischen Truppen an Bord versenkt. Es soll dabei keine Verluste gegeben haben. Die am 7. August in der Biskaya durch den britischen Kreuzer Vindictive, der beim Raid auf Seebrügge berühmt wurde, aufgebrachte Schlesien wurde unter den Namen Maritime und ab 1915 Waikawa eingesetzt und in Ballast fahrend am 19. Oktober 1917 östlich Plymouth durch UB 31 versenkt.
Auf deutscher Seite wurde von der Etappe Japan die Göttingen unter Kapitän Nauß mit 5000 t Kohle aus Moji zum Kreuzergeschwader des Grafen Spee entsandt. Sie traf zuerst auf den Hilfskreuzer Cormoran und mit diesem und dem Dampfer O.J.D. Ahlers am 26. August auf das Geschwader beim Majuro-Atoll. Im Tross des Geschwaders lief sie weiter über Christmas Island, zur Comptroller-Bay der Insel Nukuhiva der Marquesas. Mit dem Reichspostdampfer Yorck und dem Begleitschiff Titania lief sie mit dem Geschwader zur Osterinsel. Vor der chilenischen Küste bei Mas a Fuera (Robinson-Insel) wurde sie dann endgültig geleert und am 31. Oktober 1914 nach Valparaíso entlassen.
Am 31. Oktober lief die Glasgow auf der Suche nach der aus britischer Sicht noch einzeln operierenden Leipzig in Coronel ein. Dort wurde sie von Deutschen entdeckt, und die kurz zuvor ebenso wie die Yorck in Valparaíso eingetroffene Göttingen lichtete wieder den Anker und funkte um 02.50 Uhr am 1. November außerhalb der Dreimeilenzone: „Kreuzer Glasgow ankert auf Coronel Reede.“ Spees Geschwader marschierte umgehend mit 14 Knoten nach Süden, um die Glasgow abzufangen und stieß auf das Geschwader der Briten, die im folgenden Seegefecht bei Coronel zwei Panzerkreuzer verloren.
Die allein zum Kriegsbeginn in Deutschland befindliche Schwaben wurde im März 1917 Sperrbrecher der Kaiserlichen Marine.

## Nachkriegseinsätze unter fremden Flaggen
Von den sechs Frachtern der Franken-Klasse und den drei sehr ähnlichen Schiffen überstanden sieben den Krieg. Zwei waren nach britischer Beschlagnahme in deren Dienst von deutschen U-Booten versenkt worden.
Die drei noch in britischen Diensten befindlichen Schiffe waren alle der australischen Staatslinie zugeteilt. 1923 wurde die Moora ex Lothringen an die Southern Whaling & Sealing Co. Ltd der fettverarbeitenden britischen Firma Lever Brothers verkauft, die sie in Southern King umbenannte. 1935 ging das Schiff an die zur Reederei Christian Salvesen, Leith (Schottland), gehörige Walfanggesellschaft South Georgia Co., wurde in Saluta umgetauft und diente als Unterstützungsschiff. 1945 war sie als einziges größeres Schiff der Reederei noch vorhanden und unterstützte den Wiederaufbau der Walfangstation in Leith Harbour auf Südgeorgien. 1951 wurde die ehemalige Lothringen schließlich abgebrochen.
Die Carina ex Greifswald wurde 1926 nach Griechenland verkauft und dort in Captain Rokos umgetauft. 1931 strandete sie auf Virgin Gorda nahe Saint Thomas. Die Bulla ex Hessen wurde 1926 nach Deutschland an die Reederei Schuchmann verkauft.
Am 5. Mai 1919 wurde dann noch die Schwaben, das einzige in Deutschland während des Krieges befindliche Schiff, nach Großbritannien ausgeliefert. Anfangs von der Strick Line bereedert, kam sie ab 1921 unter dem Namen Cragness an verschiedene Eigner. Sie ging schon im Juni 1924 auf einer Reise von Durban nach Perim in der Straße von Mosambik durch Strandung verloren.
Das 1917 in Brasilien beschlagnahmte Typschiff Franken wurde in Taubate umbenannt und war 1920 bis 1922 – wie auch viele andere brasilianische Beuteschiffe – an Frankreich verchartert. Sie hatte die längste Dienstzeit aller Schiffe der Klasse, da sie erst am 2. Juli 1954 nach Bruch der Ankerkette vor Recife durch Strandung verlorenging.

## Nachkriegsverwendung unter deutscher Flagge
Zwei bei Kriegsende in Valparaíso befindliche Frachter waren Teil des Columbus-Abkommens 1921 und blieben bei Rückführung aus Südamerika im Dienst des NDL.
Die Göttingen führte am 7. Oktober 1922 die erste Australienfahrt des NDL nach dem Weltkrieg durch. Sie wurde auch nach Ostasien eingesetzt, im März 1932 aufgelegt und im Juni 1933 zum Abbruch verkauft.
Die Westfalen war schon am 3. Januar 1921 nach Ostasien zum Einsatz gekommen. Das inzwischen überflüssige Schiff wurde am 1. Juli 1932 an die Deutsche Luft Hansa (DLH) verchartert und zum ersten Katapultschiff für dessen Luftpostdienst über den Südatlantik umgebaut. 1933 führte sie erste Tests mit Dornier-Wal-Flugbooten zwischen Bathurst und Natal durch. Anfang 1934 begann der Regeldienst. 1938 wurde die Westfalen an die DLH verkauft. Im März 1938 war sie beim Aufstellen eines neuen Langstrecken-Weltrekords beteiligt. Eine Do 18 D, D-ANHR, war für diesen Zweck zu einer Do 18 W (W für Weltrekord) modifiziert worden war. Sie gehörte nicht der Lufthansa, sondern blieb als reichseigenes Flugzeug bei der Dornier-Werke GmbH, wo sie für den Rekordversuch hergerichtet und mit einer besonderen Ausrüstung versehen wurde. Die Westfalen war von Bremerhaven aus auf dem Weg zu ihrem Einsatzort Bathurst in Gambia. Am 27. März 1938 ging die Westfalen, mit der D-ANHR an Bord, südöstlich des englischen Hafens Dartmouth kurz vor Anker. Dort katapultierte sie das mit Zusatzkraftstoff beladene Flugboot um 14:05 GMT in die Luft. Der Abschusspunkt war so gewählt, dass die gesamte Strecke bis nach Brasilien ständig über See geflogen werden konnte. Zwei Tage später, am 29. März 1938 morgens um 10.05 Uhr, nach 43 Stunden, wasserte das Flugboot bei dem kleinen Ort Caravelas in Brasilien. Die 8.392 zurückgelegten Kilometer bedeuteten neuen Weltrekord. 1938 kam die Westfalen zuletzt zum Einsatz, als sie im April erst die Ostmark in Bathurst ersetzte, um nach deren Rückkehr dann nach Südamerika zu verlegen, da von dort die Friesenland zu den Nordatlantik-Tests abgezogen wurde. Der letzte Katapultstart eines Postflugzeuges von der Westfalen erfolgte am 4. November 1938 vor Fernando de Noronha durch die Dornier Do 18 D-ARUN Zephir, die ausnahmsweise direkt 4050 km nach Las Palmas flog.
Am 1. Februar 1940 wurde das Schiff von der deutschen Luftwaffe beschlagnahmt und dem Seefliegerhorst Hörnum auf Sylt zugeteilt. Bei der Invasion von Norwegen im April wurde es als Truppen- und Materialtransporter genutzt. Am 1. Mai 1941 wurde die Westfalen nach Trondheim, 1942 in den Altafjord und 1943 wieder nach Trondheim verlegt; sie diente in dieser Zeit als Mutterschiff für Fernaufklärer.
Am 7. September 1944 verließ die Westfalen mit ca. 200 deutschen Soldaten und 75 bis 80 Gefangenen Norwegen. Die Gefangenen sollten nach Deutschland transportiert werden und waren tief unten im Schiff untergebracht. Am 8. September 1944 geriet das Schiff im Kattegat in schwere See. Um 11.15 Uhr gab es im Vorschiff eine schwere Explosion, eine Minute später achtern eine zweite. Die Westfalen war auf zwei Minen gelaufen. Sie brach auseinander und sank schnell in der stürmischen See. Die Gefangenen wurden aus dem Schiffsinneren befreit, als das Schiff zu sinken begann. An Deck herrschte Panik und jeder versuchte, einen Platz in einem Rettungsboot zu ergattern. Unter den Überlebenden befanden sich später nur fünf norwegische Gefangene. Insgesamt überlebten nur 78 Personen.
Neben den beiden wieder vom NDL eingesetzten Schiffen kam 1926 die von der Reederei Schuchmann angekaufte Bulla ex Hessen als Weissesee unter deutscher Flagge in Fahrt. Sie ging am 25. Juli 1943 in Hamburg durch einen Bombentreffer verloren.